# Conseil des Ordres Druidiques britanniques

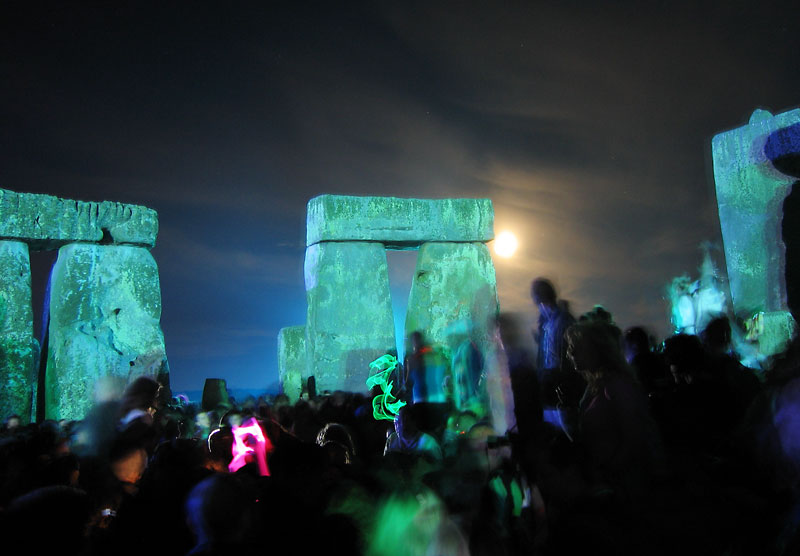
Le festival du solstice d'été de 2005 à Stonehenge

Le Council of British Druid Orders (Conseil des ordres druidiques britanniques) est un groupe néopaïen fondé en 1989, initialement créé afin de faciliter la tenue de cérémonies à Stonehenge. Son fondateur, Tim Sebastion, se présentait sous le titre d’« archidruide du Wiltshire, chef élu de l’Ordre séculier des druides, responsable de la conservation pour le Council of British Druid Orders et barde du Gorsedd de Caer Abiri (Avebury) ».
Le COBDO représente environ seize ordres druidiques britanniques, et les célébrations à Stonehenge demeurent son objet principal. Après le décès de Tim Sebastion, les figures prééminentes du Conseil sont Rollo Maughfling et Arthur Uther Pendragon, chef de la *Loyal Arthurian Warband*. Le site internet principal du COBDO a élargi son champ d’action, passant d’un contenu centré sur Stonehenge à une présentation générale du druidisme en tant que foi spirituelle.

## Activités
Le groupe est principalement connu pour sa présidence des festivals du solstice d'été organisés depuis 1999. Ces rassemblements sont les héritiers du Stonehenge Free Festival qui s’est tenu de 1974 à 1984.
Dans le contexte des célébrations à Stonehenge, des réunions régulières rassemblent divers groupes druidiques et individus, ainsi que le *National Trust*, *English Heritage*, le conseil local, la police et des groupes de voyageurs. Celles-ci ont lieu plusieurs fois par an, tant avant qu’après les cérémonies religieuses au sein du site, afin de débattre des modalités d’accès libre, notamment en matière de transports, de fermetures de routes, de sécurité publique et d’accessibilité aux personnes handicapées. Les membres du COBDO, en particulier Rollo Maughfling et Arthur Pendragon, y assistent systématiquement. Ce dernier s’est notamment illustré dans des actions de protestation contre des projets de développement routier local, ainsi que dans la défense de l'accès libre au site[réf. nécessaire].

## Membres notables
- Arthur Uther Pendragon
- Rollo Maughfling